# Goniolimon heldreichii
Goniolimon heldreichii är en triftväxtart som beskrevs av Eugen von Halácsy. Goniolimon heldreichii ingår i släktet Goniolimon och familjen triftväxter. Inga underarter finns listade i Catalogue of Life.